# 马拉维大学

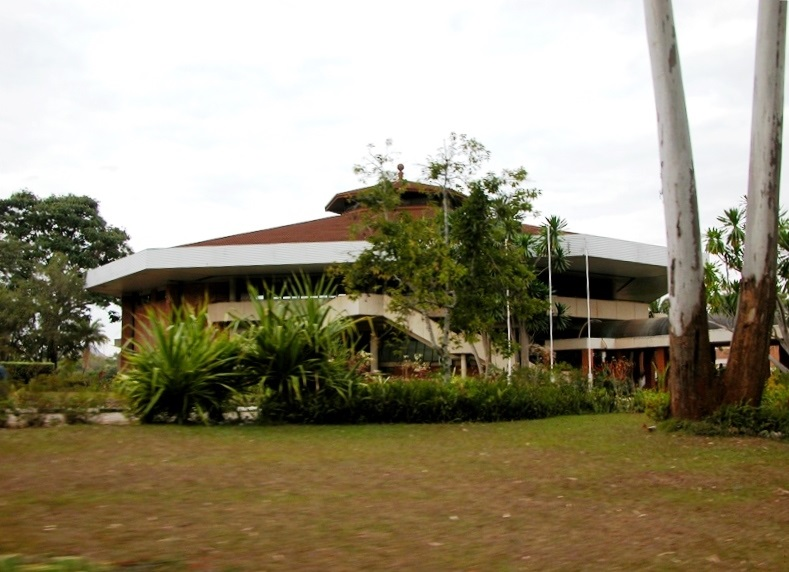
位于松巴的大臣学院

马拉维大学（University of Malawi）是位於马拉维南部城市松巴的一所公立大學，成立於1964年。其中五個學院内包括馬拉威唯一的醫學專科學校以及馬拉威最大的學院大臣学院（Chancellor's College）。
馬拉威大學可分為五大學術領域:
- 松巴的大臣學院內設有理論科學和社會科學、法律與教育等學位。
- 利隆圭的邦達學院（Bunda College）提供農業方面之學位。
- 布兰太尔的理工學校提供工程與商業方面的學位。
- 布蘭岱的醫藥學院（College of Medicine）培養醫師人才。
- 卡穆祖護理學院（Kamuzu College of Nursing，布蘭岱和里朗威均有分校）則提供護理學位。

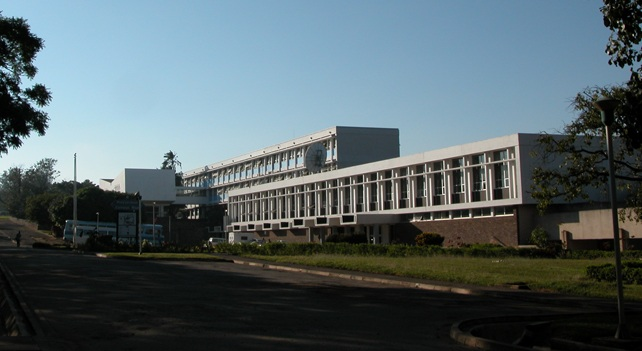
布兰太尔理工学校
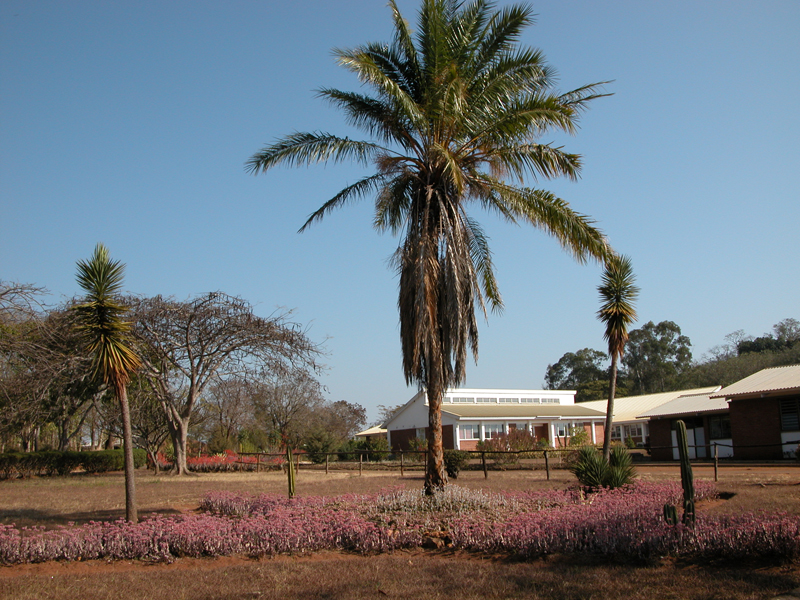
利隆圭邦达学院